# Ламівудин/тенофовір
Ламівудин/тенофовіру дизопроксил (3TC/TDF), що продається під торговою маркою Cimduo, є комбінованим препаратом, який використовується для профілактики та лікування ВІЛ/СНІДу. Його приймають перорально. Препарат використовується разом з іншими лікарськими засобами у пацієнтів із масою тіла понад 35 кг.
Поширені побічні ефекти включають головний біль, біль, діарею, висип і депресію. Інші можливі побічні ефекти — порушення функції печінки та нирок, панкреатит, остеопороз, лактоацидоз і синдром імунної реконституції. У пацієнтів, інфікованих також вірусом гепатиту B, припинення використання може погіршити результати. Препарат містить ламівудин (3TC) і тенофовіру дизопроксилу фумарат (TDF) — обидва є інгібіторами зворотної транскриптази.
Комбінація була схвалена для медичного застосування в Сполучених Штатах у 2018 році. Вона також затверджена в низці європейських країн. Компонент ламівудину вперше був схвалений у 1995 році. У 2021 році препарат був внесений до Переліку основних лікарських засобів Всесвітньої організації охорони здоров’я. У деяких регіонах він доступний як непатентований препарат. У Сполучених Штатах його вартість станом на 2023 рік становить приблизно 1100 доларів США на місяць. Деякі компоненти, якщо купувати їх окремо, коштують близько 140 доларів США на місяць. За ефективністю препарат подібний до комбінації емтрицитабін/тенофовір, однак є дешевшим.

## Медичне використання

### Дозування
Приймається по одній таблетці один раз на добу. Кожна таблетка містить 300 мг ламівудину та 300 мг тенофовіру.

## Зовнішні посилання
- Lamivudine. Drug Information Portal. U.S. National Library of Medicine. Архів оригіналу за 17 квітня 2020. Процитовано 12 вересня 2023.
- Tenofovir disoproxil. Drug Information Portal. U.S. National Library of Medicine. Архів оригіналу за 25 січня 2020. Процитовано 12 вересня 2023.
- Tenofovir disoproxil fumarate. Drug Information Portal. U.S. National Library of Medicine. Архів оригіналу за 28 червня 2019. Процитовано 12 вересня 2023.
- WHO Public Assessment Report: HA414 - Lamivudine/Tenofovir disoproxil fumarate - 300mg/300mg - Tablets - Mylan Laboratories Ltd - India. World Health Organization (WHO). Архів оригіналу за 26 березня 2020.
- Drug Approval Package: Cimduo (lamivudine and tenofovir disoproxil fumarate). U.S. Food and Drug Administration (FDA). 27 листопада 2018. Архів оригіналу за 26 березня 2020. Процитовано 26 березня 2020.